# Ustilago alcornii
Ustilago alcornii är en svampart som beskrevs av Vánky 2000. Ustilago alcornii ingår i släktet Ustilago och familjen Ustilaginaceae.   Inga underarter finns listade i Catalogue of Life.